# Postman Pat (videogioco)
Postman Pat, sottotitolato The Computer Game nelle schermate di alcune versioni, è un videogioco tratto dalla serie animata Il postino Pat, pubblicato nel 1989 per gli home computer Amiga, Amstrad CPC, Atari ST, Commodore 64 e ZX Spectrum dalla Alternative Software. Si tratta principalmente di un gioco di guida con visuale dall'alto. Uscì come titolo a basso costo e la stampa lo giudicava spesso un titolo destinato ai più piccoli.
Fu seguito lo stesso anno da Postman Pat 2, ma solo per i computer a 8 bit, mentre il successivo Postman Pat 3: To the Rescue uscì per tutte le piattaforme sopra citate. I tre titoli uscirono anche insieme, nel 1992-1993, nella raccolta The Postman Pat Hit Collection per 8 bit.

## Modalità di gioco
Il giocatore guida il furgone postale per le stradine del villaggio campagnolo di Greendale. La visuale è dall'alto, con scorrimento orizzontale e verticale a scatti: quando si raggiunge il bordo dello schermo si passa a un'altra schermata con un'altra parte del villaggio. Nel complesso l'ambiente è un piccolo labirinto del quale non viene fornita la mappa. Il furgone punta direttamente nella direzione orizzontale o verticale in cui si spingono i controlli, a varie velocità e anche a marcia indietro. Chiazze scivolose sulla strada e la signora Hubbard in bicicletta possono disturbare la traiettoria del furgone. In caso di incidente contro i bordi delle strade si perde un furgone e si riprende dal punto di partenza.
L'obiettivo è effettuare una serie di consegne prima che scada il tempo o si perdano tutti i furgoni. Per prima cosa si deve trovare l'ufficio postale, dove la signora Goggins assegna una alla volta le consegne. Ogni volta si può trattare di un certo numero di lettere, oppure di una consegna particolare per un personaggio specifico. Una scritta scorrevole sopra la visuale dà le necessarie informazioni. Le lettere vanno sparate direttamente dal furgone quando si passa davanti a una delle case dei destinatari, contrassegnate da un simbolo lampeggiante; se si sbaglia a lanciare una lettera, Pat deve scendere a raccoglierla. Nel caso delle altre consegne bisogna raggiungere il luogo specifico e quindi, come nell'ufficio postale, si controlla Pat a piedi con visuale ravvicinata laterale.
Un compito particolare che può capitare è radunare le pecore smarrite di Peter Fogg. In questo caso, raggiunta la fattoria, Pat a piedi le deve spingere tutte verso un cancello, in una schermata fissa con vista dall'alto.
È disponibile una modalità facilitata per i più piccoli. Inoltre, nelle versioni Amiga e Atari ST, dal menù principale si può accedere a tre minigiochi a tema Postino Pat, ma del tutto scollegati dal gioco principale: Ludo, Snakes and Ladders (una specie di gioco dell'oca) e Snap (che consiste nel combinare in tempo reale le due metà di immagini dei personaggi).